# Estación Edgar Werneck
La Estación Edgar Werneck o simplemente Estação Werneck es una estación de metro del Metro de Recife, es la 7ª estación más próxima al centro de la capital. El movimiento de la estación es relativamente alto, pues posee una terminal intermodal con el autobús, siendo utilizada en mayor medidas por quien usa la Línea Centro. 